# Valétudo (lune)
Pour les articles homonymes, voir Valétudo.
Valétudo (Jupiter LXII, désignation provisoire S/2016 J 2) est un satellite naturel de Jupiter.

## Désignation et nom
Lors de l'annonce de sa découverte, le satellite reçoit la désignation provisoire S/2016 J 2.
Lors de l'annonce de sa découverte, le découvreur proposa de baptiser le satellite Valétudo, du nom de l'arrière-petite-fille du dieu romain Jupiter, déesse de la santé et de l'hygiène, équivalent romain de la déesse grecque Hygie,.
Le satellite reçoit sa désignation permanente, Jupiter LXII, le 25 septembre 2018 dans la Minor Planet Circular no 111804.
Le nom Valétudo est finalement entériné par l'Union astronomique internationale le 3 octobre 2018.

## Dimensions
Valétudo mesure un peu moins d’un kilomètre de diamètre seulement, ce qui en fait probablement le plus petit satellite de Jupiter.

## Caractéristique orbitales
Valétudo a été qualifié de « oddball » (« extravagante ») par son découvreur Scott S. Sheppard en raison de son orbite particulière. En effet, Valétudo a une orbite prograde (mouvement dans le même sens que la rotation de Jupiter) d'une période d'environ un an et demi, située bien au-delà des autres satellites de Jupiter ayant une orbite prograde et se trouvant au milieu de satellites qui sont eux sur des orbites rétrogrades.